# Monoamin oxidază

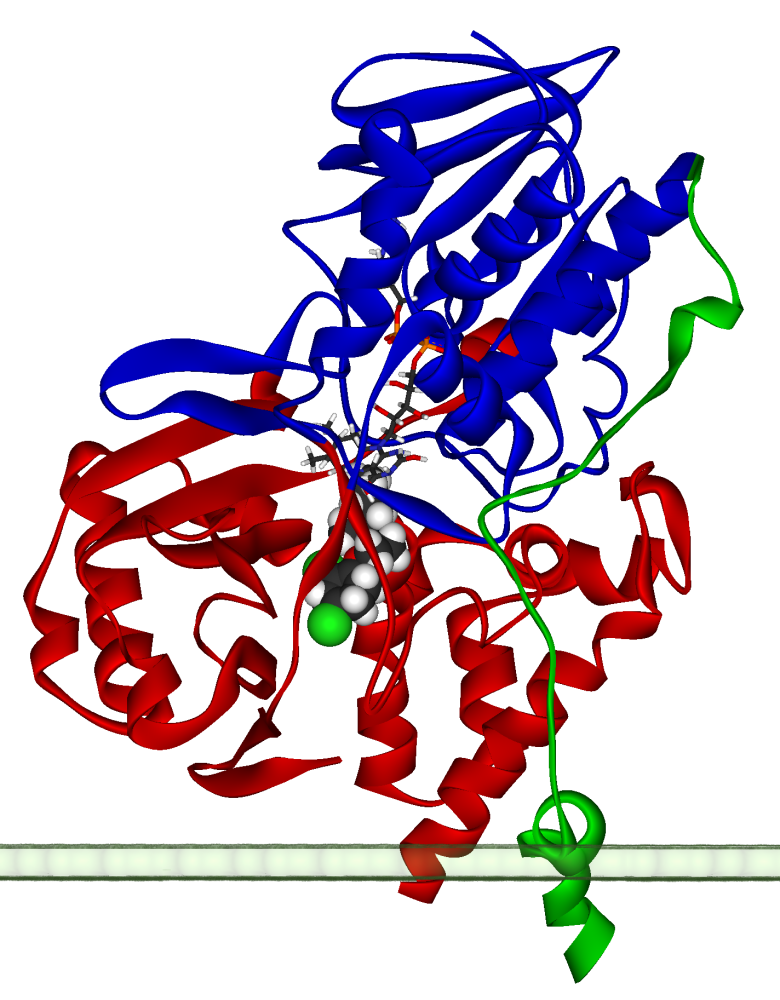
MAO-A

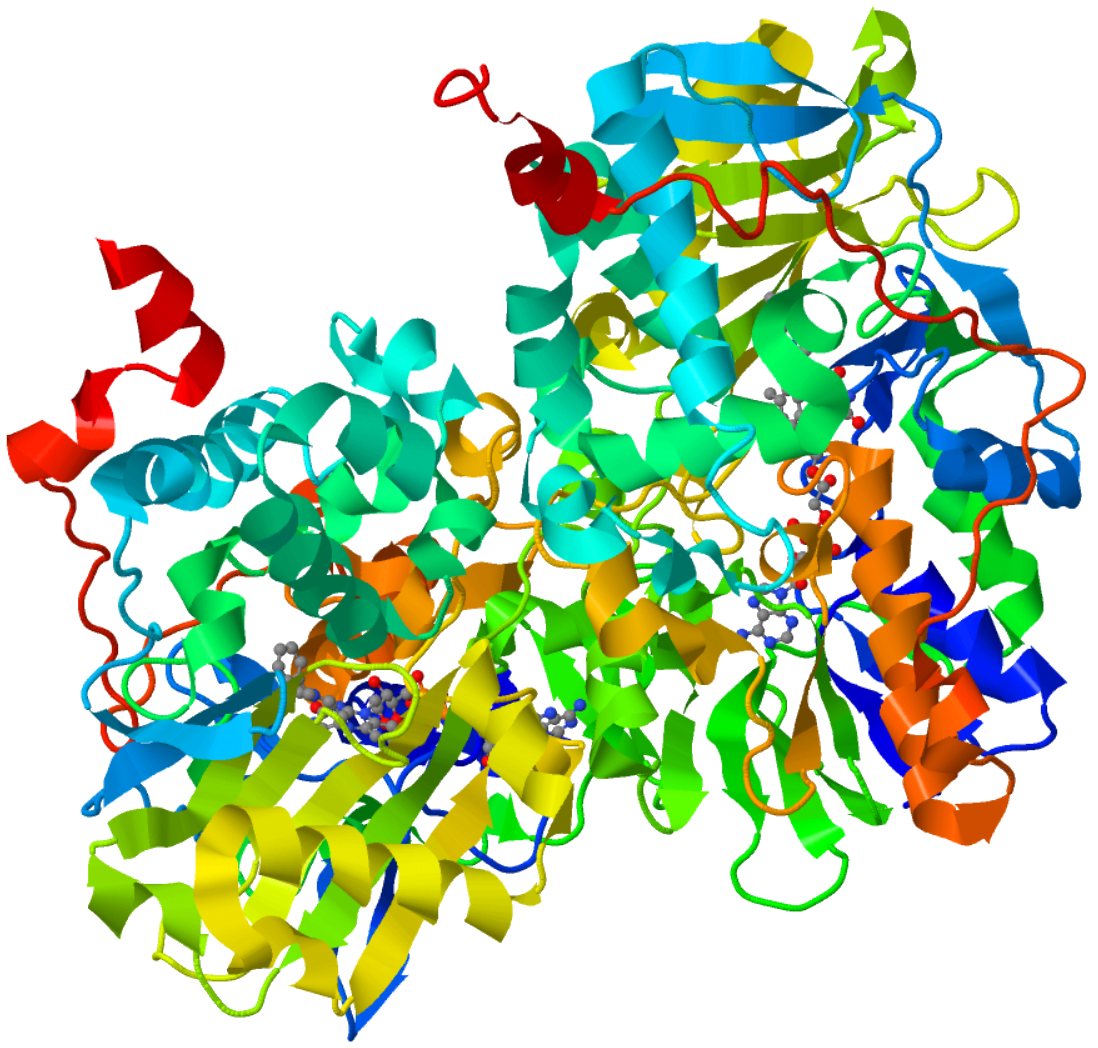
MAO-B

Monoamin oxidazele (MAO) (EC 1.4.3.4) sunt o familie de enzime ce catalizează degradarea oxidativă a monoaminelor din organism (precum serotonină, noradrenalină și dopamină). MAO se regăsesc în membrana externă a mitocondriilor în majoritatea celulelor din organism. Prima enzimă MAO a fost descoperită în anul 1928 de către Mary Bernheim în ficat și a fost denumită tiramin oxidază. MAO fac parte din familia proteinelor din categoria oxidoreductazelor flavinice.